# زمین‌لرزه ۲۰۰۴ جزایر کیمن
زمین‌لرزه جزایر کیمن  در تاریخ ۱۴ دسامبر ۲۰۰۴ میلادی، برابر با ‎۲۴ آذر ۱۳۸۳، ساعت ۲۳:۲۰:۱۳ به زمان یوتی‌سی در جزایر کیمن رخ داد. ژرفای این زلزله ۱۳ کیلومتر بود، و بزرگی آن ۶٫۸ در مقیاس Mw اعلام شده‌است. زمین‌لرزه به وقت محلی در روز سه‌شنبه، ساعت ۱۸ روی داده و منطقه زمانی آن یوتی‌سی -۵ بوده‌است .
سازمان زمین‌شناسی آمریکا نیز رومرکز این زمین‌لرزه را در مختصات ۱۸°۵۷′۲۹″شمالی ۸۱°۲۴′۳۲″غربی / ۱۸٫۹۵۸°شمالی ۸۱٫۴۰۹°غربی و ژرفای آنرا در ۱۰ کیلومتر گزارش کرده‌است. بزرگی برگزیدهٔ این سازمان از میان بزرگیهای محاسبه‌شدهٔ مختلف ۶٫۸ در مقیاس Mw بوده و از دید اثر، در میان چهار دسته‌بندی «نامحسوس»، «محسوس»، «زیان‌آور» یا «با تلفات»، زلزله را «محسوس» اعلام کرده‌است.
پروژهٔ «تنسور گشتاور مرکزوار» زاویه‌های (راستا، شیب، ریک) گسل سازندهٔ زمین‌لرزه و صفحه عمود بر آنرا (°۲۵۸، °۸۴، °۲-) یا (°۳۴۹، °۸۸، °۱۷۴-) و نوع گسل را «امتدادلغز» فرارسانده‌است.